# 김택룡
김택룡(金澤龍, 1896년 1월 13일 ~ 1921년 7월 27일)은 한국의 독립운동가이다.
1920년 음력 7월경 경북 영일에서 차경석(車京錫)을 교주로 하는 보천교(普天敎)에 가입하여, 종교 활동을 통한 교세의 확장과 조선의 독립을 주장하는 등의 활동을 전개하였다. 보천교는 교주 밑에 60인의 방주를 두고, 각 방주 밑에 6임, 6임 밑에 각 12임, 12임 밑에 각 8임, 8임 밑에 각 15임 등을 두는 조직 체계를 이루고 있었다. 이 같은 조직 구성으로 보천교(흠치교)는 경북 일대에서 급속하게 확산될 수 있었다.
이들은 1924년 갑자(甲子)해에 보천교의 힘으로 일본의 통치에서 벗어나 조선이 독립될 것이라고 선전하면서 자금모집 및 교도증대에 힘을 쏟았는데, 김택룡은 8임에 가입하여 활동하다가 일본 경찰에 체포되었다.
이 일로 인해 김택룡은 1921년 4월 22일 대구지방법원 안동지청에서 이른바 대정8년 제령 제7호 위반으로 징역 1년을 받고 옥고를 치르다 옥중에서 순국하였다.
정부는 고인의 공훈을 기려 2010년에 건국훈장 애족장을 추서하였다.

## 참고
- 독립유공자 공훈록 - 김택룡